# Maximilian Bayer
Maximilian Gustav Stephan Bayer, född den 11 maj 1872 i Karlsruhe, död den 25 oktober 1917 i Nomeny, en fransk ort belägen mellan Metz och Nancy i Lothringen. Tysk major; grundade tillsammans med Alexander Lion den tyska scoutrörelsen. Han ledde utbildningen av de frivilliga i den finländska jägarrörelsen i Lockstedter Lager 1915–1917. Därefter förflyttades han till fronttjänst och stupade i striderna kring Verdun.